# Powiat Konitz
Powiat Konitz (niem. Landkreis Konitz, Kreis Konitz; pol. powiat chojnicki) – istniejący od 1818 do 1920 i od 1939 do 1945 powiat z siedzibą w Chojnicach (niem. Konitz). Siedzibą powiatu było miasto Konitz.

## Historia
Powiat powstał 1 kwietnia 1818 r., należąc odtąd do rejencji kwidzyńskiej prowincji Prusy Zachodnie. Od 3 grudnia 1829 do 1878 należał do prowincji Prusy. W 1875 z części terenu powiatu utworzono powiat tucholski. 1 kwietnia 1882 z powiatu starogardzkiego przyłączono dwie gminy Gotthelf i Pustki. W 1920 do powiatu włączono północne skrawki powiatu człuchowskiego i tak powiększony powiat znalazł się w granicach Polski. W latach 1939–1945 powiat należał do rejencji gdańskiej Okręgu Rzeszy Gdańsk-Prusy Zachodnie.
W 1910 na terenie powiatu znajdowało się jedno miasto (Chojnice) oraz 106 gmin.